# Répceszemere
Répceszemere é um município da Hungria, situado no condado de Győr-Moson-Sopron. Tem 9,42 km² de área e sua população em 2015 foi estimada em 286 habitantes.